# ロイコノストック科
ロイコノストック科（Leuconostocaceae）は、ラクトバシラス目に属するグラム陽性菌の科である。代表な属にはFructobacillus、Leuconostoc、Oenococcus及びWeissellaが含まれる。これらの3つの属に属する菌は、非芽胞形成、球菌または桿菌、嫌気性または通性嫌気性である。この科に属する菌は通常、牛乳、肉、野菜類、発酵飲料などの栄養豊富な食品環境に生息している。乳酸は、その特徴的な炭水化物代謝のヘテロ発酵での主な最終産物である。ロイコノストック科の系統発生が最近調査されている。
2020年に乳酸桿菌科に統合する提案がなされている。